# Liste des communes de la province d'Alicante
La province d'Alicante compte 141 communes dans la Communauté valencienne, en Espagne.

## Cartes

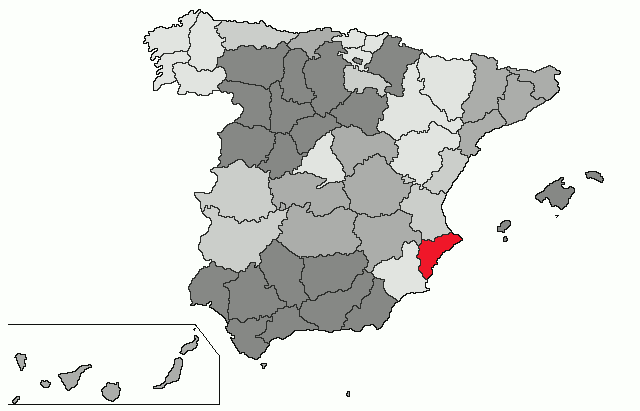
Situation de la province d'Alicante

Carte des communes de la province d'Alicante

## Liste des communes
| Nom officiel                                      | Nom castillan           | Nom valencien                         | Prédominance linguistique officielle | Comarque             | District Judiciaire     | Superficie km² | Population 2005 | Population 2013 |
| ------------------------------------------------- | ----------------------- | ------------------------------------- | ------------------------------------ | -------------------- | ----------------------- | -------------- | --------------- | --------------- |
| Agost                                             | Aguas de Busot          | Agost                                 | valencien                            | Alacantí             | Novelda                 | 66,64          | 4 601           | 4 787           |
| Agres                                             | Agres                   | Agres                                 | valencien                            | Comtat               | Alcoy                   | 25,84          | 653             | 565             |
| Aigües                                            | Aguas de Busot          | Aigües                                | valencien                            | Alacantí             | Sant Vicent del Raspeig | 18,47          | 801             | 1 073           |
| Albatera                                          | Albatera                | Albatera                              | castillan                            | Vega Baja del Segura | Orihuela                | 61,54          | 10 449          | 11 983          |
| Alcalalí                                          | Alcalalí                | Alcalalí ou Alcanalí                  | valencien                            | Marina Alta          | Dénia                   | 14,40          | 1 352           | 1 401           |
| Alcocer de Planes                                 | Alcocer de Planes       | Alcosser de Planes                    | valencien                            | Comtat               | Alcoy                   | 4,39           | 179             | 241             |
| Alcoleja                                          | Alcolecha               | Alcoleja ou Alcoleja d'Aitana         | valencien                            | Comtat               | Alcoy                   | 14,56          | 228             | 241             |
| Alcoi / Alcoy                                     | Alcoy                   | Alcoi                                 | valencien                            | Alcoià               | Alcoy                   | 129,86         | 60 931          | 60 105          |
| Alfafara                                          | Alfafara                | Alfafara                              | valencien                            | Comtat               | Alcoy                   | 19,78          | 430             | 415             |
| L'Alfàs del Pi                                    | Alfaz del Pi            | L'Alfàs del Pi                        | valencien                            | Marina Baixa         | Benidorm                | 19,26          | 16 843          | 21 964          |
| Algorfa                                           | Algorfa                 | Algorfa                               | castillan                            | Vega Baja del Segura | Orihuela                | 18,36          | 2 297           | 15 004          |
| Algueña                                           | Algueña                 | L'Alguenya                            | valencien                            | Vinalopó Mitjà       | Novelda                 | 18,43          | 1 501           | 1 528           |
| Alacant / Alicante                                | Alicante                | Alacant                               | valencien                            | Alacantí             | Alicante                | 201,27         | 319 380         | 335 052         |
| Almoradí                                          | Almoradí                | Almoradí                              | castillan                            | Vega Baja del Segura | Orihuela                | 42,72          | 16 547          | 19 788          |
| Almudaina                                         | Almudaina               | Almudaina                             | valencien                            | Comtat               | Alcoy                   | 8,82           | 116             | 128             |
| L'Alqueria d'Asnar                                | Alquería de Aznar       | L'Alqueria d'Asnar                    | valencien                            | Comtat               | Alcoy                   | 1,08           | 449             | 512             |
| Altea                                             | Altea                   | Altea                                 | valencien                            | Marina Baixa         | Benidorm                | 34,43          | 21 154          | 24 333          |
| Aspe                                              | Aspe                    | Asp                                   | castillan                            | Vinalopó Mitjà       | Novelda                 | 70,90          | 18 203          | 20 341          |
| L'Atzúbia                                         | Adsubia                 | L'Atzúbia ou L'Atzúvia                | valencien                            | Marina Alta          | Dénia                   | 14,67          | 611             | 744             |
| Balones                                           | Balones                 | Balones                               | valencien                            | Comtat               | Alcoy                   | 11,24          | 169             | 147             |
| Banyeres de Mariola                               | Bañeres                 | Banyeres de Mariola                   | valencien                            | Alcoià               | Alcoy                   | 50,28          | 7 282           | 7 157           |
| Benasau                                           | Benasau                 | Benasau                               | valencien                            | Comtat               | Alcoy                   | 9,04           | 222             | 157             |
| Beneixama                                         | Benejama                | Beneixama                             | valencien                            | Alto Vinalopó        | Villena                 | 34,89          | 1 886           | 1 778           |
| Benejúzar                                         | Benejúzar               | Benejússer                            | castillan                            | Vega Baja del Segura | Orihuela                | 9,33           | 5 249           | 5 453           |
| Benferri                                          | Benferri                | Benferri                              | castillan                            | Vega Baja del Segura | Orihuela                | 12,36          | 1 385           | 1 927           |
| Beniarbeig                                        | Beniarbeig              | Beniarbeig                            | valencien                            | Marina Alta          | Dénia                   | 7,40           | 1 548           | 1 915           |
| Beniardá                                          | Beniardá                | Beniardà                              | valencien                            | Marina Baixa         | La Vila Joiosa          | 15,74          | 235             | 188             |
| Beniarrés                                         | Beniarrés               | Beniarrés                             | valencien                            | Comtat               | Alcoy                   | 20,21          | 1 380           | 1 268           |
| Benidoleig                                        | Benidoleig              | Benidoleig                            | valencien                            | Marina Alta          | Dénia                   | 7,48           | 1 044           | 1 333           |
| Benidorm                                          | Benidorm                | Benidorm                              | valencien                            | Marina Baixa         | Benidorm                | 38,51          | 67 492          | 73 768          |
| Benifallim                                        | Benifallim              | Benifallim                            | valencien                            | Alcoià               | Alcoy                   | 13,69          | 124             | 123             |
| Benifato                                          | Benifato                | Benifato                              | valencien                            | Marina Baixa         | La Vila Joiosa          | 11,88          | 165             | 198             |
| Benigembla                                        | Benichembla             | Benigembla                            | valencien                            | Marina Alta          | Dénia                   | 18,45          | 559             | 566             |
| Benijófar                                         | Benijófar               | Benijófar                             | castillan                            | Vega Baja del Segura | Torrevieja              | 4,36           | 3 380           | 3 514           |
| Benilloba                                         | Benilloba               | Benilloba                             | valencien                            | Comtat               | Alcoy                   | 9,54           | 874             | 794             |
| Benillup                                          | Benillup                | Benillup                              | valencien                            | Comtat               | Alcoy                   | 3,38           | 102             | 110             |
| Benimantell                                       | Benimantell             | Benimantell                           | valencien                            | Marina Baixa         | La Vila Joiosa          | 37,91          | 487             | 487             |
| Benimarfull                                       | Benimarfull             | Benimarfull                           | valencien                            | Comtat               | Alcoy                   | 5,56           | 441             | 423             |
| Benimassot                                        | Benimasot               | Benimassot                            | valencien                            | Comtat               | Alcoy                   | 9,51           | 140             | 113             |
| Benimeli                                          | Benimeli                | Benimeli                              | valencien                            | Marina Alta          | Dénia                   | 3,50           | 363             | 435             |
| Benissa                                           | Benisa                  | Benissa                               | valencien                            | Marina Alta          | Dénia                   | 69,71          | 11 935          | 13 932          |
| Biar                                              | Biar                    | Biar                                  | valencien                            | Alto Vinalopó        | Villena                 | 98,17          | 3 620           | 3 689           |
| Bigastro                                          | Bigastro                | Bigastre                              | castillan                            | Vega Baja del Segura | Orihuela                | 4,10           | 5 962           | 6 730           |
| Bolulla                                           | Bolulla                 | Bolulla                               | valencien                            | Marina Baixa         | La Vila Joiosa          | 13,57          | 392             | 448             |
| Busot                                             | Busot                   | Busot                                 | valencien                            | Alacantí             | Sant Vicent del Raspeig | 33,84          | 2 421           | 3 429           |
| Callosa d'en Sarrià                               | Callosa de Ensarriá     | Callosa d'en Sarrià                   | valencien                            | Marina Baixa         | La Vila Joiosa          | 34,66          | 8 179           | 7 371           |
| Callosa de Segura                                 | Callosa de Segura       | Callosa de Segura                     | castillan                            | Vega Baja del Segura | Orihuela                | 24,77          | 16 866          | 17 992          |
| Calp                                              | Calpe                   | Calp                                  | valencien                            | Marina Alta          | Dénia                   | 23,51          | 25 190          | 29 442          |
| El Campello                                       | Campello                | El Campello                           | valencien                            | Alacantí             | Sant Vicent del Raspeig | 55,27          | 23 640          | 28 184          |
| El Camp de Mirra / Campo de Mirra                 | Campo de Mirra          | El Camp de Mirra                      | valencien                            | Alto Vinalopó        | Villena                 | 21,82          | 416             | 435             |
| Cañada                                            | Cañada                  | La Canyada ou La Canyada de Biar      | valencien                            | Alto Vinalopó        | Villena                 | 19,32          | 1 198           | 1 249           |
| Castalla                                          | Castalla                | Castalla                              | valencien                            | Alcoià               | Ibi                     | 114,60         | 8 977           | 10 579          |
| Castell de Castells                               | Castell de Castells     | Castell de Castells                   | valencien                            | Marina Alta          | Dénia                   | 45,92          | 482             | 483             |
| El Castell de Guadalest                           | Guadalest               | El Castell de Guadalest               | valencien                            | Marina Baixa         | La Vila Joiosa          | 15,97          | 207             | 236             |
| Catral                                            | Catral                  | Catral                                | castillan                            | Vega Baja del Segura | Orihuela                | 20,01          | 6 642           | 8 648           |
| Cocentaina                                        | Cocentaina              | Cocentaina                            | valencien                            | Comtat               | Alcoy                   | 52,94          | 10 992          | 11 558          |
| Confrides                                         | Confrides               | Confrides                             | valencien                            | Marina Baixa         | La Vila Joiosa          | 39,98          | 286             | 243             |
| Cox                                               | Cox                     | Coix                                  | castillan                            | Vega Baja del Segura | Orihuela                | 16,76          | 6 477           | 7 135           |
| Crevillent                                        | Crevillente             | Crevillent                            | valencien                            | Bajo Vinalopó        | Elche                   | 104,55         | 27 323          | 28 382          |
| Daya Nueva                                        | Daya Nueva              | Daia Nova                             | castillan                            | Vega Baja del Segura | Orihuela                | 7,09           | 1 562           | 1 956           |
| Daya Vieja                                        | Daya Vieja              | Daia Vella                            | castillan                            | Vega Baja del Segura | Orihuela                | 3,14           | 336             | 770             |
| Dénia                                             | Denia                   | Dénia                                 | valencien                            | Marina Alta          | Dénia                   | 66,18          | 40 601          | 44 450          |
| Dolores                                           | Dolores                 | Dolores ou Dolors                     | castillan                            | Vega Baja del Segura | Orihuela                | 18,70          | 7 095           | 7 314           |
| Elx / Elche                                       | Elche                   | Elx                                   | valencien                            | Baix Vinalopó        | Elche                   | 326,07         | 215 137         | 230 224         |
| Elda                                              | Elda                    | Elda                                  | castillan                            | Vinalopó Mitjà       | Elda                    | 45,79          | 55 571          | 54 056          |
| Facheca                                           | Facheca                 | Fageca                                | valencien                            | Comtat               | Alcoy                   | 10,17          | 98              | 101             |
| Famorca                                           | Famorca                 | Famorca                               | valencien                            | Comtat               | Alcoy                   | 9,72           | 63              | 51              |
| Finestrat                                         | Finestrat               | Finestrat                             | valencien                            | Marina Baixa         | Benidorm                | 42,25          | 3 797           | 7 095           |
| Fondó de les Neus / Hondón de las Nieves,         | Hondón de las Nieves    | Fondó de les Neus                     | valencien                            | Vinalopó Mitjà       | Novelda                 | 68,85          | 2 162           | 3 041           |
| Formentera del Segura                             | Formentera del Segura   | Formentera del Segura                 | castillan                            | Vega Baja del Segura | Orihuela                | 4,33           | 2 898           | 4 629           |
| Gaianes                                           | Gayanes                 | Gaianes                               | valencien                            | Comtat               | Alcoy                   | 9,57           | 340             | 446             |
| Gata de Gorgos                                    | Gata de Gorgos          | Gata de Gorgos                        | valencien                            | Marina Alta          | Dénia                   | 20,33          | 5 375           | 6 270           |
| Gorga                                             | Gorga                   | Gorga                                 | valencien                            | Comtat               | Alcoy                   | 9,11           | 256             | 264             |
| Granja de Rocamora                                | Granja de Rocamora      | Granja de Rocamora                    | castillan                            | Vega Baja del Segura | Orihuela                | 7,17           | 2 099           | 2 437           |
| Guardamar del Segura                              | Guardamar del Segura    | Guardamar del Segura                  | valencien                            | Vega Baja del Segura | Torrevieja              | 35,58          | 13 122          | 16 957          |
| Hondón de los Frailes                             | Hondón de los Frailes   | Fondó dels Frares                     | valencien                            | Vinalopó Mitjà       | Novelda                 | 12,55          | 1 023           | 1 217           |
| Ibi                                               | Ibi                     | Ibi                                   | valencien                            | Alcoià               | Ibi                     | 62,52          | 23 059          | 23 634          |
| Jacarilla                                         | Jacarilla               | Xacarella                             | castillan                            | Vega Baja del Segura | Orihuela                | 12,20          | 1 776           | 2 038           |
| L'Orxa / Lorcha                                   | Lorcha                  | L'Orxa                                | valencien                            | Comtat               | Alcoy                   | 31,76          | 721             | 710             |
| Llíber                                            | Llíber                  | Llíber                                | valencien                            | Marina Alta          | Dénia                   | 21,93          | 930             | 1 091           |
| Millena                                           | Millena                 | Millena                               | valencien                            | Comtat               | Alcoy                   | 9,77           | 178             | 215             |
| Monforte del Cid                                  | Monforte del Cid        | Montfort ou Montfort del Cid          | castillan                            | Vinalopó Mitjà       | Novelda                 | 79,49          | 6 053           | 7 807           |
| Monòver / Monóvar                                 | Monóvar                 | Monòver                               | valencien                            | Vinalopó Mitjà       | Novelda                 | 152,36         | 12 727          | 12 720          |
| Los Montesinos                                    | Los Montesinos          | Els Montesins                         | castillan                            | Vega Baja del Segura | Torrevieja              | 15,05          | 3 319           | 5 043           |
| Murla                                             | Murla                   | Murla                                 | valencien                            | Marina Alta          | Dénia                   | 5,81           | 515             | 604             |
| Muro de Alcoy                                     | Muro de Alcoy           | Muro, Muro d'Alcoi ou Muro del Comtat | valencien                            | Comtat               | Alcoy                   | 30,24          | 8 148           | 9 062           |
| Mutxamel                                          | Muchamiel               | Mutxamel                              | valencien                            | Alacantí             | Sant Vicent del Raspeig | 47,65          | 18 452          | 23 707          |
| Novelda                                           | Novelda                 | Novelda                               | valencien                            | Vinalopó Mitjà       | Novelda                 | 75,65          | 26 233          | 26 517          |
| La Nucia                                          | La Nucía                | La Nucia                              | valencien                            | Marina Baixa         | La Vila Joiosa          | 21,36          | 12 573          | 19 524          |
| Ondara                                            | Ondara                  | Ondara                                | valencien                            | Marina Alta          | Dénia                   | 10,41          | 5 834           | 6 613           |
| Onil                                              | Onil                    | Onil                                  | valencien                            | Alcoià               | Ibi                     | 48,41          | 7 500           | 7 544           |
| Orba                                              | Orba                    | Orba                                  | valencien                            | Marina Alta          | Dénia                   | 17,73          | 2 117           | 2 570           |
| Orihuela                                          | Orihuela                | Oriola                                | castillan                            | Vega Baja del Segura | Orihuela                | 365,44         | 75 009          | 91 260          |
| Orxeta                                            | Orcheta                 | Orxeta                                | valencien                            | Marina Baixa         | La Vila Joiosa          | 24,06          | 718             | 916             |
| Parcent                                           | Parcent                 | Parcent                               | valencien                            | Marina Alta          | Dénia                   | 11,77          | 960             | 1 104           |
| Pedreguer                                         | Pedreguer               | Pedreguer                             | valencien                            | Marina Alta          | Dénia                   | 29,58          | 6 733           | 7 758           |
| Pego                                              | Pego                    | Pego                                  | valencien                            | Marina Alta          | Dénia                   | 52,85          | 10 781          | 10 957          |
| Penàguila                                         | Penáguila               | Penàguila                             | valencien                            | Alcoià               | Alcoy                   | 49,92          | 354             | 321             |
| Petrer                                            | Petrel                  | Petrer                                | valencien                            | Vinalopó Mitjà       | Elda                    | 104,20         | 32 388          | 34 757          |
| Pilar de la Horadada                              | Pilar de la Horadada    | El Pilar de la Foradada               | castillan                            | Vega Baja del Segura | Orihuela                | 77,86          | 18 051          | 23 670          |
| El Pinós / Pinoso                                 | Pinoso                  | El Pinós                              | valencien                            | Vinalopó Mitjà       | Novelda                 | 126,48         | 7 072           | 7 874           |
| Planes                                            | Planes                  | Planes                                | valencien                            | Comtat               | Alcoy                   | 38,87          | 793             | 817             |
| El Poble Nou de Benitatxell / Benitachell         | Benitachell             | El Poble Nou de Benitatxell           | valencien                            | Marina Alta          | Dénia                   | 12,65          | 3 808           | 5 720           |
| Els Poblets                                       | Els Poblets             | Els Poblets                           | valencien                            | Marina Alta          | Dénia                   | 3,62           | 2 404           | 3 402           |
| Polop                                             | Polop                   | Polop                                 | valencien                            | Marina Baixa         | La Vila Joiosa          | 22,58          | 3 353           | 4 688           |
| Quatretondeta                                     | Cuatretondeta           | Quatretondeta                         | valencien                            | Comtat               | Alcoy                   | 16,70          | 150             | 117             |
| Rafal                                             | Rafal                   | Rafal                                 | castillan                            | Vega Baja del Segura | Orihuela                | 1,62           | 3 770           | 4 170           |
| El Ràfol d'Almúnia                                | Ráfol de Almunia        | El Ràfol d'Almúnia                    | valencien                            | Marina Alta          | Dénia                   | 4,88           | 532             | 719             |
| Redován                                           | Redovà                  | Redován                               | castillan                            | Vega Baja del Segura | Orihuela                | 9,45           | 6 645           | 7 672           |
| Relleu                                            | Relleu                  | Relleu                                | valencien                            | Marina Baixa         | La Vila Joiosa          | 76,87          | 1 022           | 1 330           |
| Rojales                                           | Rojales                 | Rojals                                | castillan                            | Vega Baja del Segura | Torrevieja              | 27,56          | 13 807          | 21 686          |
| La Romana                                         | La Romana               | La Romana                             | valencien                            | Vinalopó Mitjà       | Novelda                 | 43,29          | 2 361           | 2 474           |
| Sagra                                             | Sagra                   | Sagra                                 | valencien                            | Marina Alta          | Dénia                   | 5,62           | 456             | 432             |
| Salinas                                           | Salinas                 | Salinas                               | castillan                            | Alto Vinalopó        | Villena                 | 61,71          | 1 466           | 1 586           |
| San Fulgencio                                     | San Fulgencio           | Sant Fulgenci                         | castillan                            | Vega Baja del Segura | Orihuela                | 19,75          | 8 197           | 12 688          |
| San Isidro                                        | San Isidro              | San Isidre                            | castillan                            | Vega Baja del Segura | Orihuela                | 11,69          | 1 368           | 1 901           |
| San Miguel de Salinas                             | San Miguel de Salinas   | Sant Miquel de les Salines            | castillan                            | Vega Baja del Segura | Torrevieja              | 54,85          | 6 620           | 7 012           |
| Sanet y Negrals                                   | Sanet y Negrals         | Sanet i els Negrals                   | valencien                            | Marina Alta          | Dénia                   | 3,94           | 664             | 664             |
| Sant Joan d'Alacant                               | San Juan de Alicante    | Sant Joan d'Alacant                   | valencien                            | Alacantí             | Sant Vicent del Raspeig | 9,64           | 19 711          | 23 026          |
| Sant Vicent del Raspeig / San Vicente del Raspeig | San Vicente del Raspeig | Sant Vicent del Raspeig               | valencien                            | Alacantí             | Sant Vicent del Raspeig | 40,55          | 46 034          | 55 781          |
| Santa Pola                                        | Santa Pola              | Santa Pola                            | valencien                            | Baix Vinalopó        | Elche                   | 58,16          | 25 494          | 34 134          |
| Sax                                               | Sax                     | Saix                                  | castillan                            | Alto Vinalopó        | Villena                 | 63,48          | 9 399           | 10 091          |
| Sella                                             | Sella                   | Sella                                 | valencien                            | Marina Baixa         | La Vila Joiosa          | 38,72          | 633             | 615             |
| Senija                                            | Senija                  | Senija                                | valencien                            | Marina Alta          | Dénia                   | 4,79           | 619             | 661             |
| Tàrbena                                           | Tárbena                 | Tàrbena                               | valencien                            | Marina Baixa         | La Vila Joiosa          | 31,67          | 736             | 797             |
| Teulada                                           | Teulada                 | Teulada                               | valencien                            | Marina Alta          | Dénia                   | 32,24          | 11 983          | 14 452          |
| Tibi                                              | Tibi                    | Tibi                                  | valencien                            | Alcoià               | Ibi                     | 70,38          | 1 485           | 1 757           |
| Tollos                                            | Tollos                  | Tollos                                | valencien                            | Comtat               | Alcoy                   | 15,97          | 35              | 38              |
| Tormos                                            | Tormos                  | Tormos                                | valencien                            | Marina Alta          | Dénia                   | 5,35           | 328             | 386             |
| La Torre de les Maçanes / Torremanzanas           | Torremanzanas           | La Torre de les Maçanes               | valencien                            | Alacantí             | Sant Vicent del Raspeig | 36,48          | 727             | 770             |
| Torrevieja                                        | Torrevieja              | Torrevella ou Torrevella de la Mata   | castillan                            | Vega Baja del Segura | Torrevieja              | 71,44          | 84 348          | 105 205         |
| La Vall d'Alcalà                                  | Vall de Alcalá          | La Vall d'Alcalà                      | valencien                            | Marina Alta          | Dénia                   | 22,85          | 167             | 177             |
| La Vall d'Ebo ou Ebo                              | Vall d'Ebo              | La Vall d'Ebo                         | valencien                            | Marina Alta          | Dénia                   | 32,43          | 328             | 281             |
| Vall de Gallinera                                 | Vall de Gallinera       | La Vall de Gallinera                  | valencien                            | Marina Alta          | Dénia                   | 53,63          | 622             | 609             |
| La Vall de Laguar                                 | Vall de Laguart         | La Vall de Laguar                     | valencien                            | Marina Alta          | Dénia                   | 23,05          | 932             | 942             |
| El Verger                                         | Vergel                  | El Verger                             | valencien                            | Marina Alta          | Dénia                   | 8,16           | 4 490           | 4 856           |
| La Vila Joiosa / Villajoyosa                      | Villajoyosa             | La Vila Joiosa                        | valencien                            | Marina Baixa         | La Vila Joiosa          | 59,25          | 27 983          | 33 834          |
| Villena                                           | Villena                 | Villena                               | castillan                            | Alto Vinalopó        | Villena                 | 345,37         | 34 185          | 34 834          |
| Xàbia / Jávea                                     | Jávea                   | Xàbia                                 | valencien                            | Marina Alta          | Dénia                   | 68,59          | 28 242          | 33 149          |
| Xaló                                              | Jalón                   | Xaló                                  | valencien                            | Marina Alta          | Dénia                   | 34,59          | 2 805           | 3 323           |
| Xixona / Jijona                                   | Jijona                  | Xixona                                | valencien                            | Alacantí             | Sant Vicent del Raspeig | 163,76         | 7 494           | 7 366           |
| Total                                             | Total                   | Total                                 | Total                                | Total                | Total                   | 5 816,53       | 1 732 389       | 1 945 642       |

### Sources et bibliographie
- (es) Instituto Nacional de Estadistica
  - (es) Instituto Nacional de Estadistica, « Superficie, population (données non corrigées), densité : province d'Alicante », sur www.ine.es (consulté le 13 juin 2014) 
  - (es) Instituto Nacional de Estadistica, « Données officielles de population résultant de la révision du recensement municipal au 1er janvier 2013 : province d'Alicante (données de population corrigées) », sur www.ine.es, 1er janvier 2013 (consulté le 13 juin 2014)
- (es) Varaciones de los municipios de España desde 1842, Ministerio de administraciones públicas, octobre 2008, 364 p. (lire en ligne) [PDF]
- (ca + es) Llei 4/1983, de 23 de novembre, d'ús i ensenyament del valencia., Presidencia de la Generalitat, 23 novembre 1983, 14 p. (lire en ligne) [PDF]
- (ca) « El País Valencià avança en la normalització toponímica », El Punt Avui,‎ 10 septembre 2013 (lire en ligne, consulté le 30 septembre 2014)

 : document utilisé comme source pour la rédaction de cet article.